# Ryan Nannan
Ryan Nannan (Paramaribo, 7 november 1980 – Parijs, 16 april 2025) was een Surinaams wetenschapper en diplomaat. Hij studeerde werktuigbouwkunde en slaagde in 2009 voor zijn doctorstitel aan de TU Delft. Terug in Suriname ontwikkelde hij zich aan de Anton de Kom Universiteit van Suriname (AdeKUS) tot decaan van de faculteit Technologische Wetenschappen. Als bestuurslid van de Vakvereniging Wetenschappelijk Personeel van de Universiteit was hij als woordvoerder betrokken bij de stakingen van 2018. Voor de Vooruitstrevende Hervormings Partij (VHP) kandideerde hij tijdens de verkiezingen van 2020 op de lijst van Paramaribo. In november 2023 beëdigde president Santokhi hem tot ambassadeur in Frankrijk.

## Biografie
Nannan werd in 1980 geboren in 's Lands Hospitaal in Paramaribo en groeide onder meer op in de wijk Beniespark 2.

### Studie en onderzoek
Vanaf 1998 studeerde hij werktuigbouwkunde aan de AdeKUS. Nadat hij hier in 2002 voor zijn bachelorgraad slaagde, vervolgde hij zijn studie in proces- en energietechnologie aan de TU Delft. Hij slaagde hier in 2004 voor een mastergraad en in 2009 voor zijn doctorstitel. Hij slaagde voor alle drie studies cum laude en heeft meer dan twintig peer-reviewed publicaties op zijn naam staan.
Hij bleef nog een jaar voor onderzoekswerk in Delft en keerde toen terug naar Suriname, waar hij docent werktuigbouwkunde werd aan de AdeKUS. Hier ontwikkelde hij zich verder tot hoofddocent (2011) en decaan (2015) van de faculteit Technologische Wetenschappen.

### Carrière
Hij adviseerde het UNDP en de Staatsolie Maatschappij Suriname en was betrokken bij de discussies over de toekomst van de Afobakadam. Daarnaast was hij sinds 2018 bestuurslid van de Vakvereniging Wetenschappelijk Personeel van de Universiteit (VWPU). Voor deze vakbond was hij woordvoerder tijdens de stakingen vanaf maart 2018. Na drie maanden tijd werd een loonsverhoging met terugwerkende kracht overeengekomen met het universiteitsbestuur, minister Peneux en vicepresident Adhin. Op 19 oktober 2022 werd hij aangesteld als hoogleraar op de AdeKUS voor de leerstoel Werktuigbouwkunde: duurzame energie technologie. Hij aanvaardde het ambt met het uitspreken van de rede "Duurzame energie technologie".

### Politiek
Hij werd in 2000 lid van de Vooruitstrevende Hervormings Partij (VHP) en was tijdens zijn verblijf in Nederland niet politiek actief. In 2019 viel hij op vanwege zijn kritische houding, waardoor hij weer meer betrokken raakte.
Tijdens de verkiezingen van 2020 kandideerde hij tevergeefs op de lijst van Paramaribo. Na het overlijden van Sham Binda op 16 februari 2023 was Nannan de eerste in de lijn om toe te treden tot De Nationale Assemblée. Hij bewilligde echter niet, waardoor zijn plek vrijkwam voor Grachelle Sluisdom die na hem op de kieslijst stond.

### Ambassadeur
Op 19 november 2023 beëdigde president Santokhi Nannan als ambassadeur in Frankrijk. Op 5 maart 2024 overhandigde hij zijn geloofsbrieven aan de Franse president Emmanuel Macron.

### Overlijden
In april 2025, iets meer dan een jaar na zijn aantreden als ambassadeur, overleed Ryan Nannan plotseling tijdens zijn slaap in zijn woning in Parijs. Hij is 44 jaar oud geworden. Hij had een vrouw en twee kinderen. 
- Virtual International Authority File: 287648952